# 总统制
总统制又稱為總統共和制，是共和制政体的一种，由行政首長领导一个独立于立法部门的行政部门。 在大多数情况下，政府首腦兼任國家元首，称为總統。總統制既有可能是民主制度，也有可能是獨裁體制。
在总统制国家，行政机构是选举产生的，不对立法机构负责，立法机关在正常情况下不能予以驳回。 但是可以通过弹劾，使行政官員解职。
总统制国家起源于美国。美国是世界上第一个完整共和政体下的总统制国家。

## 特徵
- 總統為人民直選產生，或由选举中的获胜党间接选举产生，向人民負責。
- 總統領導政府，既是國家元首又是政府首腦，總攬行政權力，公佈法律、發佈命令不需副署。除了个别重要任命需要通过议会外，行政官员由总统任命，向总统负责。
- 行政機關和立法機關相互獨立。做為立法機關的議會，其議員不能兼任行政職務；而做為行政機關的政府官員，也不能兼任議員。
- 總統的選舉與國會的選舉分開進行，國會中的多數黨不一定是執政黨。
- 總統與議會的任期相對內閣制固定。總統無權解散國會，國會不能對總統投不信任票，但是总统違憲或有嚴重違法行為的话，國會可以对總統提出弹劾案，并交由憲法法院审理或自行通過彈劾（依該國規定）。

## 優缺點

### 優點
如果能採用一種保證支持當選總統之執政黨或聯合勢力在立法機關之民選代表中佔多數（不必是絕對多數）之選舉制度，那就大有好處。
1. 總統在任職期間，沒有因政見不同，失去議会多数支持而倒臺的風險，可以積極推行政策，在行政與立法相互制約的情況下，行政權力高度集中，運作效率充分發揮，適應形勢的變化。
2. 在議會中反對黨佔多數時，反對黨在可有效的制衡總統的同時，減少發生憲政危機的可能。
3. 在議會中執政黨佔多數時，反對黨同樣可以有效的制衡總統，並且總統制的反對黨不會像半總統制和議會制的反對黨那樣容易被邊緣化。
4. 有限的任期可以有效的防止總統任期過長而走向獨裁的局面。（只適用於有限制連任次數的國家，但不少國家並沒有限制連任次數，進而造成該國總統成為長期執政的獨裁者）
5. 行政上可以最大限度的趨向專業化。

### 缺點
拉丁美洲之經驗證據表明，在採用總統制之國家中，如果政黨發展呈高度分化；總統選舉採用兩輪選舉制、立法機關則採用競選名單制且兩個選舉不同時舉行時，行政機關和立法機關就會分裂，關係緊張，國家穩定很成問題。
1. 總統擁有相當大的行政權，可凌驾國會執行職权，缺乏議會制衡，總統亦可否決議會通過的法案，容易形成僵局及政治危機。
2. 總統在擁有行政权同時，可对立法和司法進行支配，通過控制國會及任命大法官，继而同時掌握立法和司法。
3. 在議會中，即使執政黨掌握國會，執政党不一定完全聽命于總統。一旦反對黨占多數，行政與立法常在個別問題上陷於僵局。
4. 如總統執行錯誤政策，選民、議會也不能在其任期屆滿之前使其下臺，除非總統被議會彈劾及罷免，但彈劾的門檻相當高，且操作上通常涉及政治鬥爭，甚少使用，有別於不信任動議。
5. 在任期制下，即使是受欢迎稱職的總統，最多也只能連任一次，必須離任；或不能連選連任，須隔一屆才能再次參選。（只適用於美國等憲法明文限制總統連任次數的國家。部分总统制國家不容許總統連任，如墨西哥；秘魯和智利容許隔屆參選。）
6. 對於沒有連任限制的國家，容易形成獨裁統治。許多採取總統制的國家往往都是總統專制的局面，總統皆权力独大，長期執政。
7. 總統權力非常大，需要完善的彈劾機制和強而有力國會監督，否則容易形成獨裁統治。如非洲、中美洲及南美洲許多採取總統制的國家過去長期出現軍事強人專制的局面。
8. 總統依靠技術官僚治國，強化官僚主義。
9. 議員不能兼任行政職務，因此會加強監督及批評政府，即使是執政黨的議員亦然，行政及立法容易出现緊張局面。
10. 定期举行的總統選舉消耗龐大經費，金權政治现象相对議會制国家严重。
11. 除了美國以外，所有一開始實行總統制的國家，它們的首次民主嘗試以失敗告終。相反議會制的成功率反而較高。[2]
12. 總統不一定代表多數民意，例如美國選舉人團選出的美國總統並不一定獲得最多普選票；多數制選出的總統並不一定獲得過半數的普選票，在一定程度上缺乏認受性，例如2000年中華民國總統選舉選出的陳水扁得票率只有39.30%。
13. 行政权介入司法的批評，並體現在司法判決中。三權分立最成功的美國，三权经常出现矛盾，常出現强行政，弱立法。因憲法保障總統的行政權，總統可以通過行政命令繞過國會推行政策。1933年大萧条后，罗斯福颁布一系列法令，并通过国会授权取得美国总统史上前所未有的巨大权力。但保守派佔多數的美国最高法院却经常驳回一些法令。结果1935年1月最高法院以8比1的票数，宣布罗斯福的《全国工业复兴法》违宪。同年一名失業工人试图利用《最低工资法》来取得工资补偿时，被控方律师则直接指出该法案违反美国宪法第十四修正案。此后罗斯福为加快推行新政，于1936年3月6日进行“炉边谈话”，将矛头直指司法部门，要求國會讓他無限制增加最高法院大法官的數目，企图将司法部门置于行政部门管辖下。这就引起全国范围的激烈讨论。後來联邦最高法院大法官認為《最低工资法》大部分並無違宪。當時大法官是为了保证三权分立的政治格局而退让。及后因部分大法官退休及死亡，使羅斯福得以提名及任命大法官。[3][需要較佳来源]此后，历任总統均會在任內通過提名與其意識形態相近的大法官，以發揮政治影響力。

## 現行實行總統制的國家

### 实行总统制并国家元首兼任政府首脑的国家
实行总统制的政权，多集中在拉丁美洲、非洲及中亞，总统制以美國為代表。
| 國家       | 國家元首         | 政府首腦             |
| ---------- | ---------------- | -------------------- |
| 阿布哈茲   | 阿布哈兹总统     | 阿布哈兹总统兼任     |
| 安哥拉     | 安哥拉总统       | 安哥拉总统兼任       |
| 阿根廷     | 阿根廷总统       | 阿根廷总统兼任       |
|            | 贝宁总统         | 贝宁总统兼任         |
| 玻利维亚   | 玻利维亚总统     | 玻利维亚总统兼任     |
| 巴西       | 巴西总统         | 巴西总统兼任         |
|            | 布隆迪总统       | 布隆迪总统兼任       |
|            | 乍得总统         | 乍得总统兼任         |
| 智利       | 智利总统         | 智利总统兼任         |
| 哥伦比亚   | 哥伦比亚总统     | 哥伦比亚总统兼任     |
|            | 科摩罗总统       | 科摩罗总统兼任       |
|            | 哥斯达黎加总统   | 哥斯达黎加总统兼任   |
| 賽普勒斯   | 塞浦路斯总统     | 塞浦路斯总统兼任     |
|            | 多米尼加总统     | 多米尼加总统兼任     |
|            | 厄瓜多尔总统     | 厄瓜多尔总统兼任     |
| 薩爾瓦多   | 萨尔瓦多总统     | 萨尔瓦多总统兼任     |
|            | 冈比亚总统       | 冈比亚总统兼任       |
|            | 加纳总统         | 加纳总统兼任         |
|            | 危地马拉总统     | 危地马拉总统兼任     |
|            | 洪都拉斯总统     | 洪都拉斯总统兼任     |
| 印度尼西亞 | 印度尼西亚总统   | 印度尼西亚总统兼任   |
|            | 肯尼亚总统       | 肯尼亚总统兼任       |
|            | 吉尔吉斯斯坦总统 | 吉尔吉斯斯坦总统兼任 |
| 利比里亚   | 利比里亚总统     | 利比里亚总统兼任     |
| 马拉维     | 马拉维总统       | 马拉维总统兼任       |
| 馬爾地夫   | 马尔代夫总统     | 马尔代夫总统兼任     |
| 墨西哥     | 墨西哥总统       | 墨西哥总统兼任       |
| 尼加拉瓜   | 尼加拉瓜总统     | 尼加拉瓜总统兼任     |
| 奈及利亞   | 尼日利亚总统     | 尼日利亚总统兼任     |
| 帛琉       | 帕劳总统         | 帕劳总统兼任         |
| 巴拿马     | 巴拿马总统       | 巴拿马总统兼任       |
| 巴拉圭     | 巴拉圭总统       | 巴拉圭总统兼任       |
| 秘魯       | 秘鲁总统         | 秘鲁总统兼任         |
| 菲律賓     | 菲律宾总统       | 菲律宾总统兼任       |
| 塞内加尔   | 塞内加尔总统     | 塞内加尔总统兼任     |
| 塞舌尔     | 塞舌尔总统       | 塞舌尔总统兼任       |
|            | 塞拉利昂总统     | 塞拉利昂总统兼任     |
| 南蘇丹     | 南苏丹总统       | 南苏丹总统兼任       |
| 叙利亚     | 敘利亞總統       | 敘利亞總統兼任       |
| 土耳其     | 土耳其总统       | 土耳其总统兼任       |
|            | 土库曼斯坦总统   | 土库曼斯坦总统兼任   |
| 美国       | 美国总统         | 美国总统兼任         |
| 乌拉圭     | 乌拉圭总统       | 乌拉圭总统兼任       |
| 委內瑞拉   | 委内瑞拉总统     | 委内瑞拉总统兼任     |
| 尚比亞     | 赞比亚总统       | 赞比亚总统兼任       |
| 辛巴威     | 津巴布韦总统     | 津巴布韦总统兼任     |

- 阿布哈茲
- 安哥拉
- 阿根廷
- 玻利维亚
- 巴西
- 智利
- 哥伦比亚
- 賽普勒斯
- 薩爾瓦多
- 印度尼西亞
- 利比里亚
- 马拉维
- 馬爾地夫
- 墨西哥
- 尼加拉瓜
- 奈及利亞
- 帛琉
- 巴拿马
- 巴拉圭
- 秘魯
- 菲律賓
- 塞内加尔
- 塞舌尔
- 南蘇丹
- 叙利亚[4]
- 土耳其
- 美国
- 乌拉圭
- 委內瑞拉
- 尚比亞
- 辛巴威

### 实行总统制但设专职政府首脑的国家
| 國家                             | 國家元首                         | 政府首腦                         |
| 实行总统制但设专职政府首脑的国家 | 实行总统制但设专职政府首脑的国家 | 实行总统制但设专职政府首脑的国家 |
| -------------------------------- | -------------------------------- | -------------------------------- |
| 阿布哈茲                         | 阿布哈兹总统                     | 阿布哈兹总理                     |
| 白俄羅斯                         | 白俄罗斯总统                     | 白俄罗斯总理                     |
| 喀麦隆                           | 喀麦隆总统                       | 喀麦隆总理                       |
| 中非                             | 中非总统                         | 中非总理                         |
|                                  | 吉布提总统                       | 吉布提总理                       |
| 赤道几内亚                       | 赤道几内亚总统                   | 赤道几内亚总理                   |
| 加彭                             | 加蓬总统                         | 加蓬总理                         |
| 几内亚                           | 几内亚总统                       | 几内亚总理                       |
|                                  | 圭亚那总统                       | 圭亚那总理                       |
| 海地                             | 海地总统                         | 海地总理                         |
|                                  | 科特迪瓦总统                     | 科特迪瓦总理                     |
|                                  | 哈萨克斯坦总统                   | 哈萨克斯坦总理                   |
| 秘魯                             | 秘鲁总统                         | 秘鲁总理                         |
| 卢旺达                           | 卢旺达总统                       | 卢旺达总理                       |
|                                  | 大韩民国总统                     | 大韩民国国务总理                 |
| 撒拉威阿拉伯民主共和國           | 阿拉伯撒哈拉民主共和国总统       | 阿拉伯撒哈拉民主共和国总理       |
| 葉門                             | 也门总统                         | 也门总理                         |
| 苏丹                             | 苏丹总统                         | 苏丹总理                         |
|                                  | 塔吉克斯坦总统                   | 塔吉克斯坦总理                   |
| 坦桑尼亚                         | 坦桑尼亚总统                     | 坦桑尼亚总理                     |
| 乌干达                           | 乌干达总统                       | 乌干达总理                       |
|                                  | 乌兹别克斯坦总统                 | 乌兹别克斯坦总理                 |
| 实行总统制但设最高领袖的国家     |                                  |                                  |
| 伊朗                             | 伊朗最高领袖                     | 伊朗总统                         |
| 实行总统制的未被普遍承认的国家   |                                  |                                  |
| 阿布哈茲                         | 阿布哈兹总统                     | 阿布哈兹总理                     |
| 撒拉威阿拉伯民主共和國           | 阿拉伯撒哈拉民主共和国总统       | 阿拉伯撒哈拉民主共和国总理       |

- 白俄羅斯
- 喀麦隆
- 中非
- 赤道几内亚
- 加彭
- 几内亚（1958年独立）
- 海地
- （1960年独立）
- [5][6]
- 秘魯
- 卢旺达
- [註 1]
- 撒拉威阿拉伯民主共和國
- 葉門
- 苏丹
- 坦桑尼亚
- 多哥
- 乌干达

### 实行总统制但設最高領袖的國家
- 伊朗[註 2]

### 实行总统制的未被普遍承认的国家
- 索馬利蘭
- 阿布哈茲
- 撒拉威阿拉伯民主共和國

## 历史上实行总统制的主权国家
- 安哥拉人民共和国
- 阿富汗共和國
- 阿富汗民主共和國
- 阿富汗伊斯蘭國
- 阿富汗伊斯兰共和国
- 加泰隆尼亞共和國（1641年、1873年、1931年、1934年）
- 中華民國 (1913年-1928年)
- 美利堅聯盟國
- 剛果人民共和國
- 古巴共和國 (1902-1940)
- 捷克斯洛伐克社會主義共和國
- 達荷美
- 法兰西第二共和国
- 阿拉伯聯邦共和國
- 高棉共和國
- 阿拉伯利比亚共和国
- 聯邦
- 蒙古人民共和国
- 緬甸聯邦社會主義共和國
- 緬甸聯邦（1988年-2011年）
- 北也門
- 北賽普勒斯
- 波蘭第二共和國
- 波蘭人民共和國
- 罗马尼亚社会主义共和国
- 越南共和国
- 南也門
- 烏克蘭人民共和國
- （1995年-2004年）
- 阿拉伯聯合共和國
- 南斯拉夫社會主義聯邦共和國
- 南斯拉夫联盟共和国
- 莫桑比克人民共和国
- 阿扎瓦德
- 比亚法拉共和国
- 加丹加国
- 蝦夷共和國
- 多哥

## 外部連結
- 崔之元：〈總統制，議會制及其他〉 （页面存档备份，存于）（2009）